# چگونه پایان می‌پذیرد (فیلم ۲۰۲۱)
چگونه پایان می‌پذیرد (به انگلیسی: How It Ends) فیلمی محصول سال ۲۰۲۱ و به کارگردانی داریل وین و زوئی لیستر-جونز است. در این فیلم بازیگرانی همچون زوئی لیستر-جونز، کیلی اسپینی، ویتنی کامینگز، فین ولفهارد، نیک کرول، لوگان مارشال-گرین، بابی لی، فرد ارمیسن، گلن هاوتون، برادلی وایتفورد، شارون ون اتن، اولیویا وایلد، لامورن موریس، آنجلیک کابرال، راب هیوبل، پل شیر، هلن هانت، کالین هنکس، چارلی دی، مری الیزابت الیس و پالی شور ایفای نقش کرده‌اند.